# Павлович, Борис Антонович
Борис Антонович Павло́вич (род. 1848 — ум. 18 июня 1878; деревня Лигово близ Петербурга) — российский педагог-историк. Ему принадлежит ряд трудов по методике преподавания истории и педагогике.
Павлович был выпускником историко-филологического факультета Киевского университета; затем слушателем на Высших педагогических курсах при 2-й Санкт-Петербургской военной гимназии. С 1871 года преподавал русский язык и историю в Василеостровской женской гимназии и в земской учительской школе; в 1872—1873 году — в Мариинском институте. 
После пребывания за границей преподавал в Мариинском институте (с 1876) и на женских педагогических курсах, где читал лекции по педагогике и русской истории. Незадолго до смерти был утверждён редактором ежедневного издания «Невский вестник».

## Издания
- Педагогические статьи и критические разборы книг в журналах и газетах
  - «Семье и школе» (много рассказов для детей по русской истории),
  - «Педагогическом листке» СПб. женских гимназий,
  - «Женском образовании» (статьи о Фенелоне, Ж.-Ж. Руссо и Мишле),
  - «Санкт-Петербургских ведомостях»,
  - «Новом времени»,
  - «Северном вестнике» (рецензии и статьи по методике и дидактике русской истории),
  - «Еврейской библиотеке» («План реформы польских евреев в конце прошлого столетия», 1875, т. V).
  - «Народной школе»;
  - «Педагогическом музее»,

- Отдельные издания
  - «О крещении князя Владимира и его княжении» (СПб., 1872),
  - «Великий царь-работник» (СПб., 1873),
  - «Рассказы из русской истории» — напечатаны отдельными брошюрами (1872—1873), затем одним томом (СПб., 1873, 341 стр., с карт.) и выдержали четыре издания (СПб., 1879, 1883, 1894);
  - Брошюра «О значении и целях элементарного курса истории в средне-учебных общеобразовательных заведениях» (СПб., 1873),
  - «История Греции и Рима» (СПб., 1873, 370 стр., с картой),
  - «Как началось русское царство. От начала Руси до крещения» (СПб., 1875),
  - «Хрестоматия по русской истории» (2 ч. ; СПб., 1877—1878; вместе с Я. Г. Гуревичем); издана ещё дважды (СПб., 1881 и 1887).